# Xysticus nigromaculatus
Xysticus nigromaculatus là một loài nhện trong họ Thomisidae.
Loài này thuộc chi Xysticus. Xysticus nigromaculatus được Eugen von Keyserling miêu tả năm 1884.